# Метеор-1-1
«Метеор-М» № 1 (автоматический космический аппарат) — первый из серии перспективных космических аппаратов гидрометеорологического обеспечения. Входит в состав космического комплекса (КК) гидрометеорологического и океанографического обеспечения «Метеор-3М». Предназначен для оперативного получения информации в целях прогноза погоды, контроля озонового слоя и радиационной обстановки в околоземном космическом пространстве, а также для мониторинга морской поверхности, включая ледовую обстановку. Создан НПП ВНИИЭМ имени А. Г. Иосифьяна (Москва) по заданию «Роскосмоса» и Росгидромета.
Обеспечение подразделений Федеральной службы России по гидрометеорологии и мониторингу окружающей среды, а также других ведомств оперативной гидрометеорологической информацией.

## Предназначение космического аппарата
- Глобальных и локальных изображений облачности, поверхности Земли, ледового и снежного покровов в видимом, ИК и микроволновом диапазонах;
- Данных для определения температуры морской поверхности и радиационной температуры подстилающей поверхности;
- Радиолокационных изображений земной поверхности;
- Данных о распределении озона в атмосфере и его общего содержания;
- Информации о гелиогеофизической обстановке в околоземном космическом пространстве;
- Данных о спектральной плотности энергетических яркостей уходящего излучения для определения вертикального профиля температуры и влажности в атмосфере, а также для оценки составляющих радиационного баланса системы «Земля-атмосфера».